# FC Schaffhausen
Az FC Schaffhausen egy svájci labdarúgócsapat Schaffhausen városából. A klub a Svájci Challenge League-ben játszik.

## Eredményei
- Svájci Challenge League: 1

2004

## Jelenlegi keret
| #  |            | Poszt | Név                      |
| -- | ---------- | ----- | ------------------------ |
| 3  | olasz      | CS    | Enzo Todisco             |
| 4  | Svájc      | V     | Hervé Bochud             |
| 5  | Argentína  | CS    | Adrian Fernandez         |
| 6  | Svájc      | CS    | Philippe Montandon       |
| 7  | német      | KP    | Thomas Weller            |
| 8  | Portugália | KP    | Carlos Da Silva          |
| 9  | Svájc      | CS    | Pascal Renfer            |
| 10 | Svájc      | KP    | Paulo Da Cruz            |
| 11 | Brazília   | CS    | Francisco Valmerino Neri |
| 13 | Brazília   | V     | Rosemir Pires            |
| 15 | német      | V     | Florian Heidenreich      |

| #  |          | Poszt | Név                                 |
| -- | -------- | ----- | ----------------------------------- |
| 17 | ENSZ     | KP    | Allmir Ademi                        |
| 18 | Svájc    | K     | Reto Bolli                          |
| 19 | Svájc    | V     | Daniel Sereinig                     |
| 20 | Brazília | KP    | Fabio De Souza                      |
| 23 | horvát   | KP    | Benjamin Ciglar                     |
| 24 | német    | KP    | Tobias Müller                       |
| 25 | Brazília | V     | Fernando Cesar De Souza             |
| 27 | török    | K     | Orkan Avci ( Angol állampolgár is ) |

### 2006-2007-es átigazolások
érkeztek
- Hervé Bochud –  az FC Wil-ből
- Fabio De Souza –  az FC St Gallen-ből
- Francisco Valmerino Neri –  a BSC Young Boys-ból
- Pascal Renfer –  az FC Winterthur-ból
- Adrian Fernandez –  az Al Shaab Club-ból (Egyesült Arab Emírségek)

távoztak
- Marcel Herzog – az MSV Duisburg-ba
- Daniel Tarone – az FC Aarau-ba
- Mounir El Haimour – a Neuchâtel Xamax FC-be

## Külső hivatkozások
- Hivatalos honlap (németül)